# Universidad Concordia
Para la red de universidades de Estados Unidos véase Sistema Universitario Concordia

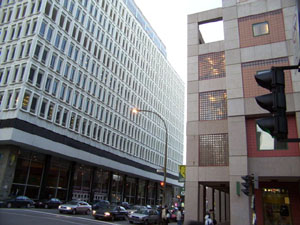
Edificios principales del campus Sir George Williams: a la izquierda el edificio Hall y a la derecha la biblioteca Webster.

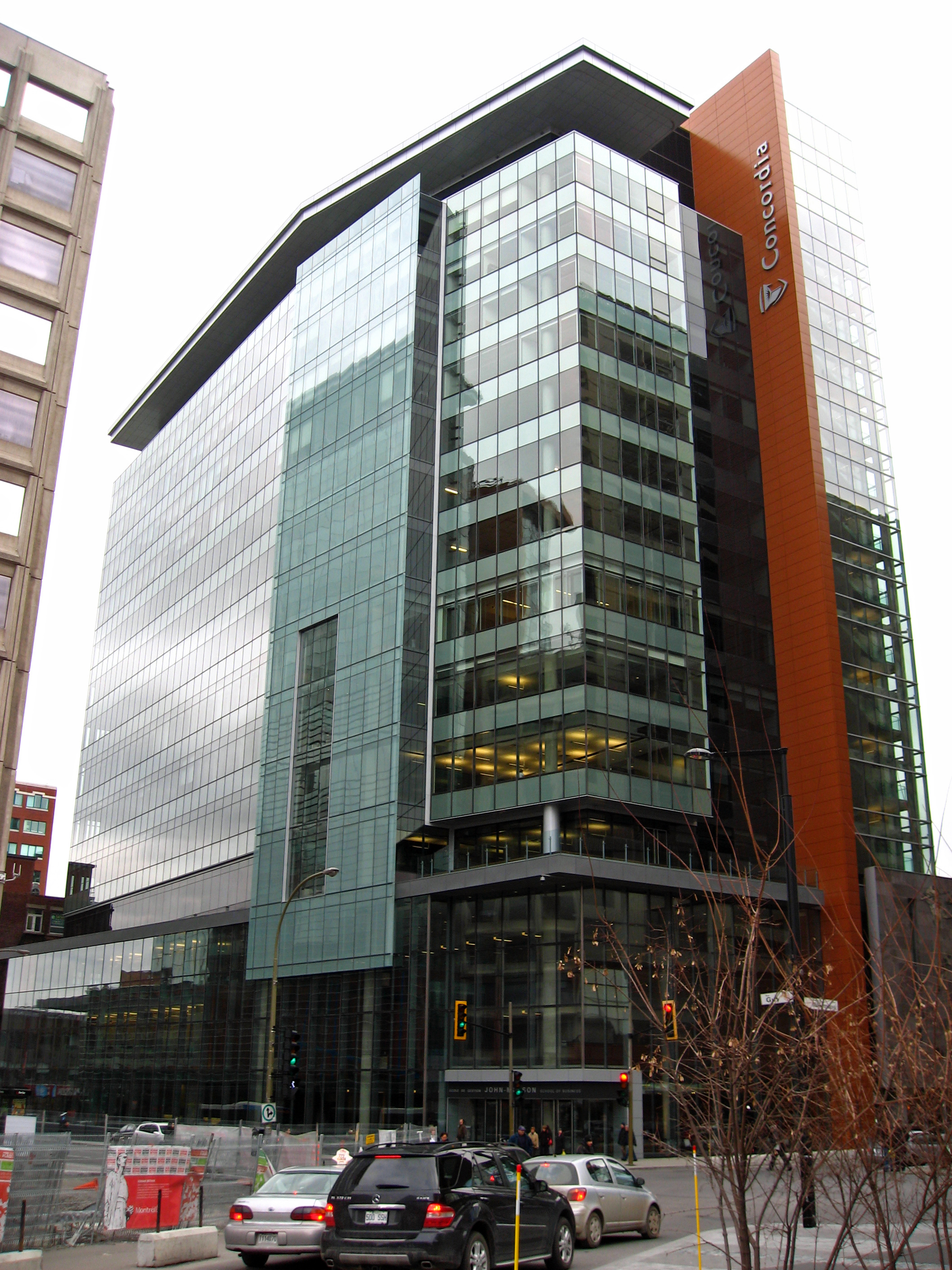
John Molson School of Business.

La Universidad Concordia se encuentra en Montreal, provincia de Quebec, Canadá. Es una de las dos universidades de esa ciudad cuya lengua de instrucción principal es el inglés (la otra es la Universidad McGill). 
La universidad cuenta con dos sedes en la ciudad: el campus Sir George Williams, en el centro, cerca de la estación de metro Guy-Concordia, y el campus Loyola, en el barrio Nôtre-Dame-de-Grace, unos 6 kilómetros al oeste.
Aunque las raíces de sus instituciones fundadoras datan de más de 160 años, la Universidad Concordia se formó el 24 de agosto de 1974 como resultado de la fusión del Loyola College (1896) y la Universidad Sir George Williams (1926).

## Profesores y antiguos alumnos destacados
- presidentes y directores ejecutivos empresariales:

- Georges Vanier, exgobernador general
- Rosie Douglas, ex primer ministro de Dominica
- Justin Trudeau, presidente de Canadá
- Dominic D'Alessandro
- Mireille Gingras
- Gerald T. McCaughey

- escritores:

- E. Annie Proulx
- Mordecai Richler
- Nino Ricci
- Chandra Venugopal
- James Cummins

- actores:

- Will Arnett
- Moyra Davey
- René Balcer
- Peter Lenkov
- Alex Rice
- Lynne Stopkewich
- B. P. Paquette
- Donald Tarlton
- James Tupper
- Steven Woloshen

- músicos:

- Emily Haines
- Prita Chhabra
- Régine Chassagne
- Richard Reed Parry
- Amy Millan